# Marshfield (Wisconsin)
Marshfield é uma cidade localizada no estado norte-americano de Wisconsin, no Condado de Marathon e Condado de Wood.

## Demografia
Segundo o censo norte-americano de 2000, a sua população era de 18.800 habitantes.
Em 2006, foi estimada uma população de 19.136, um aumento de 336 (1.8%).

## Geografia
De acordo com o United States Census Bureau tem uma área de 33,0 km², dos quais 32,9 km² cobertos por terra e 0,1 km² cobertos por água. Marshfield localiza-se a aproximadamente 402 m acima do nível do mar.

## Localidades na vizinhança
O diagrama seguinte representa as localidades num raio de 20 km ao redor de Marshfield.